# راسلمينيا 27
راسلمينيا 27 هو المهرجان السابع والعشرون لراسلمينيا أقيم في 3 إبريل 2011 في إستاد قبة جورجيا في أتلانتا، جورجيا، مضيف المهرجان كان المصارع السابق ذا روك، كما شهد المهرجان ظهور المذيع المخضرم جيم روس والمصارع السابق بوكر تي.

## خلفية الأحداث
تعرض راسلمانيا مباريات مصارعة حرة يشارك فيها مختلف المصارعين الذين يحملون خصومات سابقة بينهم في برامج WWE المختلفة. يكون المصارعون إما أشرارا أو أبطالا بعد سلسلة من الأحداث والملاحمات والتوترات.

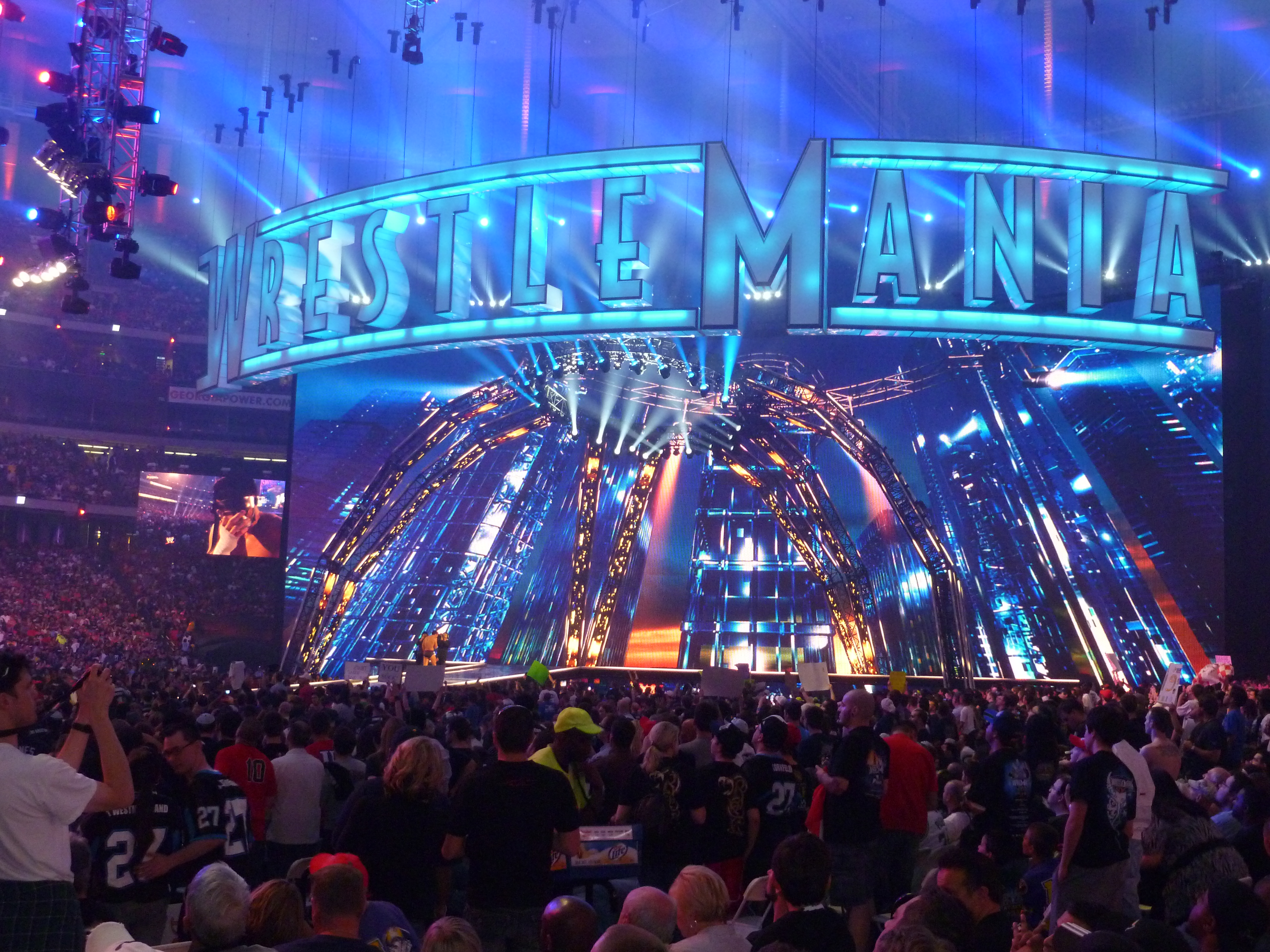
71,617 شخصا حضروا قبة جورجيا لمشاهدة راسلمانيا 27.

## المباريات والنتائج
| رقم المباراة | المباراة                                                                                                | شرط المباراة                                           |
| ------------ | --- | ------------------------------------------------------ |
| 1            | شيمس ضد دانيال براين                                                                                    | مباراة علي بطولة الولايات المتحدة انتهت بالعد الاقصائي |
| 2            | إيدج يهزم البرتو ديل ريو                                                                                | بطولة العالم للوزن الثقيل                              |
| 3            | كودي رودز يهزم ري ميستيريو                                                                              | مباراة فردية                                           |
| 4            | بيج شو وكين وكوفي كينغستون وسانتينو ماريلا يهزمون ايزكيل جاكسون وهيث سلايتر وجاستين غابرييل ووايد باريت | مباراة ثمانية                                          |
| 5            | راندي اورتن يهزم سي أم بانك                                                                             | مباراة فردية                                           |
| 6            | مايكل كول يهزم جيري لولر                                                                                | مباراة فردية                                           |
| 7            | اندرتيكر يهزم تريبل إتش                                                                                 | مباراة بدون قيود                                       |
| 8            | جون موريسون وسنوكي وتريش ستراتس يهزمون دولف زيجلر وميشيل مكول وليلى إل                                  | مباراة سداسية مختلطة                                   |
| 9            | ذا ميز يهزم جون سينا                                                                                    | مباراة بطولة العالم للدبليو دبليو إي للوزن الثقيل      |
| 10           | باتل رويال                                                                                              | الفائز جريت كالي                                       |

## النتائج
فاز الاندرتيكر على تريبل اتش وخسر جون سينا بسبب الهجوم القوي من الصخرة ذا روك وعاد داينامايت وسدد الركلة المدمرة في وجه ذا الروك واستعاد ذا ميز لقب البطولة (wwe champion). وفاز راندي اورتن على سي ام بانك فاز مايكل كول على جيري لولر وعلى لقب الوزن الثقيل فاز ايدج على البيرتو ديل ريو وفاز كودي رودز على ري ميستيريو بعد ضربه بالقناع.

## وصلات خارجية
- راسلمينيا 27 على موقع IMDb (الإنجليزية)
- راسلمينيا 27 على موقع قاعدة بيانات الفيلم (الإنجليزية)
- راسلمينيا 27 على موقع كينوبويسك (الروسية)

- الموقع الرسمي لراسلمينيا 27
- الموقع المصغر الرسمي لراسلمينيا 27 نسخة محفوظة 24 سبتمبر 2011 على موقع واي باك مشين.